# Долно Шел
 Тази статия е за селото в Централна Македония, Гърция.  За селото в Западна България вижте Долно село.  За бившето село в Костурско вижте Долно село (Костурско).
Долно Шел или понякога книжовно Долно село (на гръцки: Κάτω Βέρμιο, Като Вермио, катаревуса: Κάτω Βέρμιον, Като Вермион, до 1926 година Κάτω Σέλι, Като Сели,на арумънски: Selia de Jos, Селия де Жос) е село в Република Гърция, област Централна Македония, дем Бер.

## География
Селото е разположено високо на 1400 m в източните части на планината Каракамен (Негуш планина или Дурла, на гръцки Вермио), на 22 километра югозападно от град Негуш (Науса) и на 20 северозападно от град Бер (Верия). Над селото е разположен ски-центърът Шел (Сели).

## История

### В Османската империя
Към края на XVIII век Село (Горно и Долно) има 800 семейства. Според гръцки източници селото е гръцкоговорещо.
Българското Долно село заедно със съседното Горно село е унищожено по време на Негушкото въстание в 1822 година и по-късно е възстановено в 1826 - 1835 година от власи пастири, заселници предимно от Авдела и в по-малка степен от Самарина.
Александър Синве („Les Grecs de l’Empire Ottoman. Etude Statistique et Ethnographique“) в 1878 година пише, че в Селио (Sellio), Берска епархия, живеят 200 гърци.
В книгата си „Аромъне“, издадена в 1894 година, Вайганд определя Селя като влашко село с 400 фамилии. „Тѣзи аромѫне сѫ дошли тука въ това столѣтие изъ Авдела и Периволи. Тѣ прѣкарватъ зимата въ равнината: една часть отива за Вериа, а друга къмъ Ниауста... Аромѫнското население изъ селата, вслѣдствие енергическото застѫпвание на ханджията Гога отъ Вериа, е въодушевено отъ националната идеа, а аромѫнетѣ отъ града се числятъ къмъ гръцката партия.“
В 1900 година според Васил Кънчов („Македония. Етнография и статистика“) в Долно Шел (Селя) живеят 3000 власи християни. Същите данни дава и секретарят на Българската екзархия Димитър Мишев („La Macédoine et sa Population Chrétienne“), според когото в 1905 година в Долно Шел (Селя) има 3000 власи.

### В Гърция
През Балканската война в 1912 година в селото влизат гръцки части и след Междусъюзническата в 1913 година Долно Шел остава в Гърция. Данните от гръцките преброявания показват големи вариации, тъй като част от тях са правени през зимата, когато власите зимуват в полето. През 20-те години населението започва да мигрира към градските центрове.
В 1926 година името на селото е сменено на Като Вермион, но Като Сели продължава да се използва. В 1987 година Спирос Лукатос посочва „език на жителите влашки“ (γλώσσα κατοίκων βλαχική).
По време на Гражданската война, през пролетта на 1947 година, жителите на селото са насилствено изселени от властите.
След Втората световна война на землището на селото и на това на Долно Шел е създаден ски центърът Шел (Сели).
| Име             | Име             | Ново име   | Ново име    | Описание                                                |
| --------------- | --------------- | ---------- | ----------- | ------------------------------------------------------- |
| Арсубаши        | Άρσούμπασι      | Арс. Васис | Άρσ. Βάσσης | връх в Каракамен на ЗЮЗ от Долно Шел (1874 m)           |
| Гяцас           | Γκιάτσας        | Акритас    | Άκρίτας     | връх в Каракамен на ЮИ от Долно Шел (1527 m)            |
| Микри Плалистра | Μικρή Πλαλίστρα | Катифория  | Κατηφοριά   | връх в Каракамен на ИЮИ от Долно Шел (1455 m)           |
| Сюпутика        | Σιουπουτίκα     | Калирои    | Καλλιρρόη   | местност в Каракамен на З от Долно Шел                  |
| Кракуро         | Κράκουρο        | Апокримно  | Άπόκρημνο   | местност и връх в Каракамен на СЗ от Долно Шел (1514 m) |

| Година    | 1913 | 1920 | 1928 | 1940 | 1951 | 1961 | 1971 | 1981 | 1991 | 2001 | 2011 | 2021 |
| --------- | ---- | ---- | ---- | ---- | ---- | ---- | ---- | ---- | ---- | ---- | ---- | ---- |
| Население | 2000 |      | 707  | 636  | 0    | 5    | 97   | 133  | 463  | 260  | 75   | 268  |

## Личности
Родени в Долно Шел
- Георгиос Скудрианос (Γεώργιος Σκουδριάνος), гръцки андартски деец, деец от трети ред[17]
- Константин Папаначе (1904 – 1985), арумънски и румънски писател, историк и публицист, роден в Горно или Долно Шел
- Николаос Барбарусис (Νικόλαος Μπαρμπαρούσης), гръцки андартски деец, четник при различни войводи, води сражения с дейци на румънската пропаганда в Македония, след 1906 година е четник при Георгиос Франгакос[17]
- Стерие Чюмети (1870 – 1933), румънски инженер, роден в Горно или Долно Шел
- Стерьос Петру Янкулис (Στέργιος Γιαγκούλης του Πέτρου), гръцки андартски деец, агент от трети ред[17][18]

Други
- Стерьос Кукутегос (Капитан Тасос, 1855 - 1947), деец на Гръцката въоръжена пропаганда в Македония, произхождащ от Горно или Долно Шел[19]